# Ferndorf
Ferndorf est une commune autrichienne du district de Villach-Land en Carinthie.